# Ruperto Montinola
Ruperto Montinola (Bago, 18 maart 1869 - 10 februari 1940) was een Filipijns politicus en advocaat. Hij werd in de Filipijnse pers wel aangeduid als "Colossus of the South".

## Biografie
Ruperto Montinola werd geboren op 18 maart 1869 in Bago in de Filipijnse provincie Negros Occidental. Zijn ouders waren Juan Montinola en Martina Benedicto.
Na het voltooien van het Colegio de San Juan de Letran behaalde hij in 1894 een bachelor-diploma rechten aan de University of Santo Tomas. In 1900 werd Montinola benoemd tot de eerste openbaar aanklager (fiscal) van Iloilo. Na drie jaar diende hij wegens gezondheidsproblemen zijn ontslag in en vertrok hij voor twee jaar na Japan om te herstellen. Na zijn terugkeer werd hij opnieuw benieuwd in zijn voormalige functie. 
In 1908 volgde een benoeming tot gouverneur van de provincie Iloilo, nadat zijn voorganger Benito Lopez was vermoord. Kort daarop werd hij bij de verkiezingen herkozen met een termijn tot 1912. Later was hij van 1922 tot 1925 nogmaals gouverneur van Iloilo. Tussendoor was hij tevens actief als advocaat van diverse suikercentrales en banken in de provincie. Montinola was vanaf de oprichting in 1916 lid van de Democrata Party. Montinola groeide uit tot een van de leiders van de deze oppositiepartij tot hij begin jaren 30 net als de meeste andere democratas aansloot bij de Nacionalista Party. 
In 1931 werd Montinola in de Filipijnse Senaat namens het 7e senaatsdistrict. In 1934 was hij een van de afgevaardigden op de Constitutionele Conventie waar de Filipijnse Grondwet van 1935 werd opgesteld. Hij werd bovendien gekozen tot vicepresident van de Conventie. In 1935 werd Montinola gekozen tot lid van het Filipijns Huis van Afgevaardigden namen het tweede kiesdistrict van Iloilo. In 1938 werd hij herkozen. 
Montinola overleed in 1940 op 70-jarige leeftijd. Hij was getrouwd met Basa Benedicto en kreeg met haar zes kinderen: Aurelio, Remedios, Otilla, Maria, Vicente en Gloria. Montinola werd begraven op de begraafplaats van Jaro.